# Vol Red Air 203
Le vol Red Air 203 est un vol régulier international de la compagnie aérienne dominicaine Red Air. Le 21 juin 2022, à 17h45, le McDonnell Douglas MD-82 assurant le vol est sorti de piste lors de son atterrissage à l'Aéroport International de Miami en Floride, ce qui a causé un incendie et l'évacuation des 137 personnes se trouvant à bord.

## Contexte
Red Air est une jeune compagnie à bas coûts dominicaine lancée par le gouvernement dominicain en décembre 2021. Elle est équipée de quatre appareil de type McDonnell Douglas MD-81 et McDonnell Douglas MD-82.

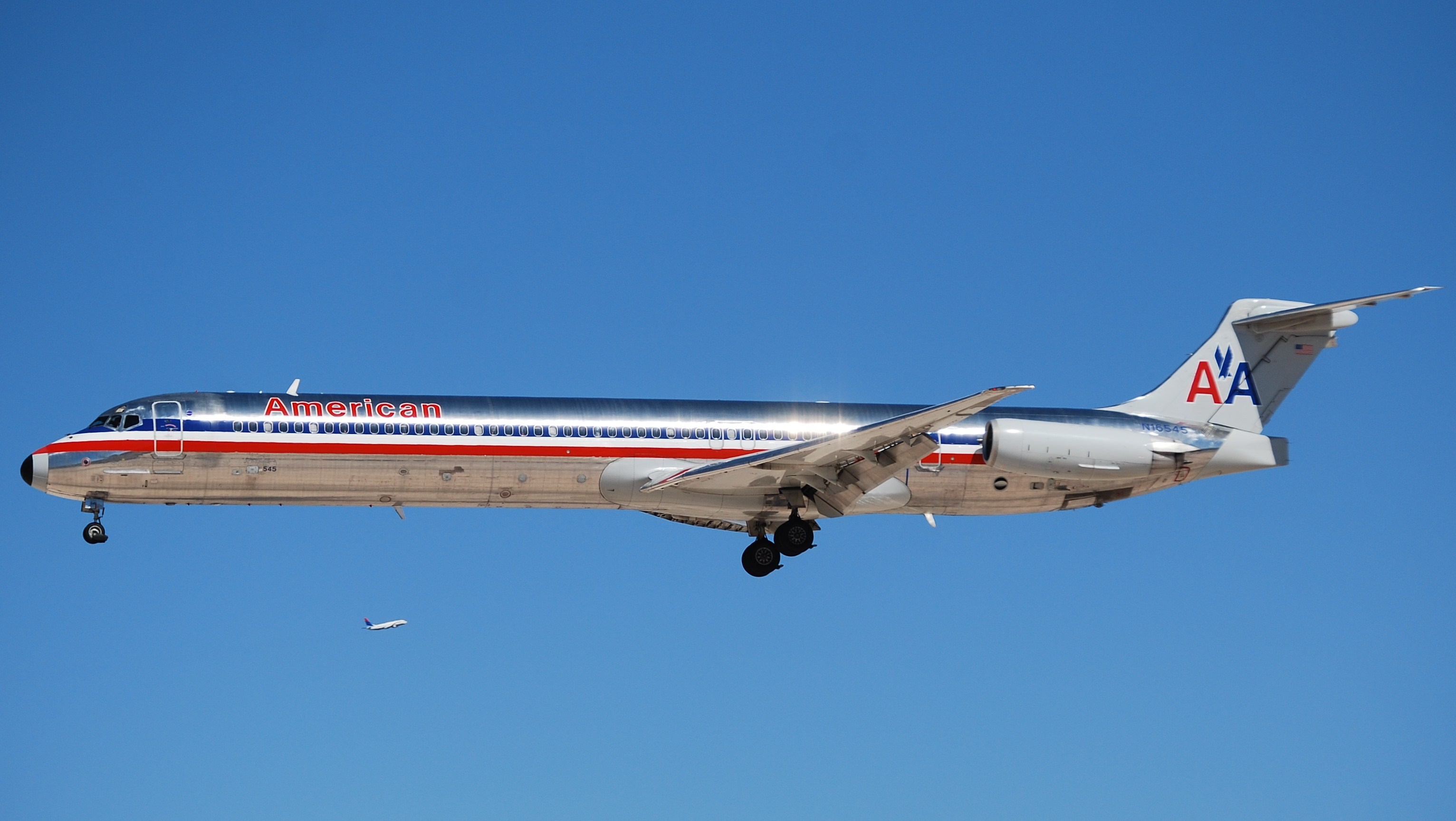
L'appareil incriminé dans l'incident en 2008 alors aux couleurs d'American Airlines

L'appareil est un MD-82, un avion de ligne biréacteur datant de années 1980, toujours en service. Celui impliqué dans l'accident était immatriculé HI-1064. D'abord en la possession d'American Airlines, jusqu'en 2014, puis par LASER Airlines à partir de août 2017, l'avion a été livré à Red Air en février 2021.

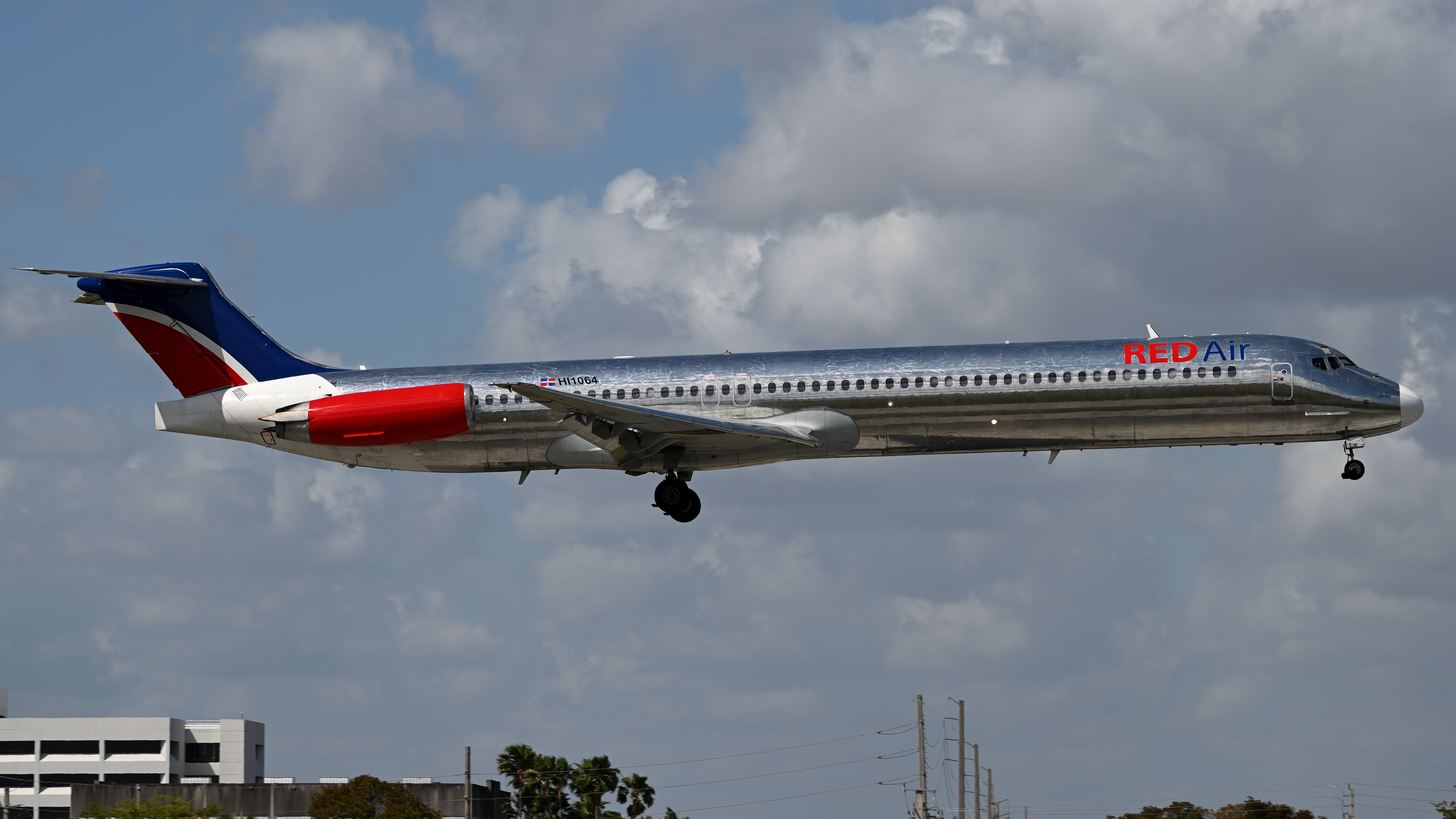
HI1064, l'appareil impliqué, vue à l'aéroport international de Miami en Mars 2022.

Il y avait 130 passagers et 10 membres d'équipage à bord de l'appareil. Les responsables de l'aéroport ont indiqué qu'ils avaient tous survécu. Les pompiers locaux ont signalé que trois personnes avaient été légèrement blessées et avaient été hospitalisées.

## Incident
À 17h38 heure locale, l'avion se pose sur la piste 9 de l'aéroport de Miami. Au moment du poser des roues sur la piste, Lors de l'atterrissage, le train d'atterrissage principal gauche de l'avion cède, puis, juste avant l'arrêt complet de l'avion, le train d'atterrissage droit et le train avant ont également cédés, entraînant des dommages importants au nez de l'avion et un début d'incendie au niveau de l'aile droite. Les pompiers ont également constaté une fuite de carburant de l'avion à leur arrivée sur place. L'avion a également démolit une antenne de communication et un petit local d'équipement avant de prendre feu,.

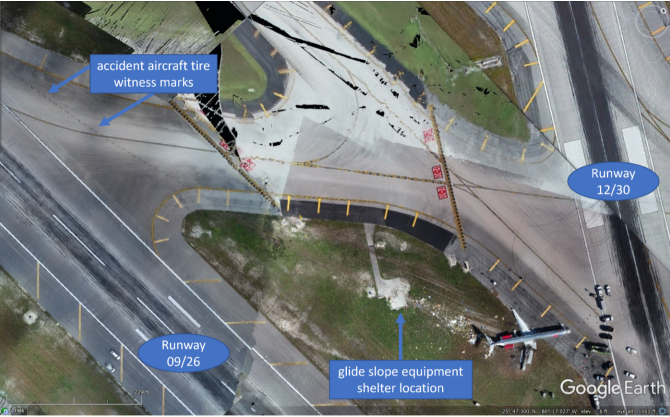
Vue aérienne du site du crash du vol 203.

Les caméras extérieures de l'aéroport ainsi que des vidéos sur les téléphones ont capturé ce moment.

## Enquête
Le Conseil national de la sécurité des transports (NTSB) est arrivé sur les lieux le lendemain de l'accident, et a ouvert une enquête. Un rapport préliminaire publié par le NTSB a indiqué que quatre passagers ont subi des blessures mineures, contrairement aux trois blessés initialement signalés dans les médias.
Le rapport préliminaire indique que les deux enregistreurs de vol (enregistreur phonique et enregistreur de paramètres) ont été récupérés, et que leurs données ont été téléchargées avec succès par le NTSB. Les trains d'atterrissage principaux gauche et droit ont également été retirés de l'avion pour une évaluation plus approfondie. La cause officiel de l'accident n'a pas encore été signalée par le NTSB.